# Sten Törnblom
Sten Törnblom, född 22 juni 1942 i Mönsterås, död 30 oktober 2015, var ordförande i Svenska kommunalarbetareförbundet under en kort period. När Lillemor Arvidsson avgick av hälsoskäl 1995 tog Sten Törnblom över ordförandeposten till kongressen 1996. Där valdes Ylva Thörn som ny ordförande med röstsiffrorna 102–98 i en dramatisk omröstning. 
Mellan 1988 och 1995 var Sten Törnblom Kommunals vice ordförande. Innan han tog plats i förbundsledningen var han anställd som ombudsman på Kommunal. I sitt yrkesliv arbetade Törnblom som rörläggare.